# الحرب العثمانية الهوتاكية (1722-1727)
الحرب العثمانية الهوتاكية أو الحرب العثمانية الافغانیة (1722-1727)  كانت الحرب العثمانية الفارسية من 1722الى 1727 سلسلة من الصراعات التي نشبت بين الدولة العثمانية والسلالة الهوتاكية الأفغانية الحاكمة لبلاد فارس بعد سقوط الصفويين، للسيطرة على جميع الأجزاء الغربية من إيران و القوقاز,الدولة الهوتاكية انتصرت على الأرض ولكن انتصر العثمانيون استراتيجيا بسبب التفوق الدبلوماسي بمعاهدة همدان.
ال هوتاكي هي قبيلة أفغانية وهي الأسرة التي حكمت خلال فترة قصيرة أفغانستان، معظم إيران وغرب باكستان 1722-1729، بعد أن أخذوا فرصة تراجعوا بشدة وعانوا من صراعات أهلية والمؤامرات الصفوية . الصفويين العدو اللدود والخصم المنافس للعثمانيين، تراجعوا بشدة منذ أواخر القرن سابع عشر، فمهد ذلك إلى تأسيس سلالة ال هوتاكي في 1709 من قبل غيلزاي البشتوني من قندهار الذي قاد ثورة ناجحة ضد التسلط الصفوية .
خلال تراجع الدولة الصفوية، الدولة العثمانية (العدو اللدود للصفويين) والإمبراطورية الروسية، قد عملوا على الاستفادة من الضغف الإيراني فقاموا بضم بحكم الأمر الواقع عدد كبير من المناطق الحدودية.

## الحرب
متظاهرا كما لو كان الوارث الشرعي للعرش الإيراني، طالب أشرف الهوتاكي باستعادة جميع الأراضي الضائعة. أعتبر العثمانيون طلبه هذا غطرسة وتعدي، وشرعوا في قطع العلاقات والأعمال العدائية المفتوحة في أذربيجان في ربيع عام 1726. منذ مدة وواحدة من أهداف الحرب المعلنة كانت لإرجاع الصفويين كدولة تابعة للعثمانيين، وكان رد أشرف الأول بوضع الشاه حسين في الأسر في أصفهان، ثم قتله في خريف عام 1726. ثم بعد تعزيز تحصينات المدينة، سار للقاء القوات العثمانية وانتصر عليهم في خرم اباد جنوب همدان، في 20 نوفمبر 1726 وكان الانتصار الأفغاني على الخصم العسكري المتفوق، إلى حد كبير بسبب تسلل عملاء محرضين في صفوف العثمانيين الذي أكدوا على الإيمان المشترك بين الأتراك والأفغان، وشجب الحرب بين الأشقاء المسلمين، والدعوة إلى تحالف ضد العدو المشترك، الفرس المهرطقين. هذا التكتيك البارع استنزف معنويات القوات العثمانية، بالإضافة إلى تدبير فرار الفرسان الأكراد. مفضلا عدم التقدم، افتتح أشرف المفاوضات التي أدت إلى توقيع معاهدة سلام في أكتوبر 1727 (معاهدة همدان). الأفغان، والذين كانوا تماما لا علم لهم بالدبلوماسية أو كيفية حكم أمة، وقعوا على المعاهدة التي أكدت السيادة العثمانية على كل الأجزاء الغربية من إيران والقوقاز، وفي مقابل التخلي عن المطالبات الإقليمية، وقدم الاعتراف العثماني الرسمي لأشرف الهوتاكي كشاه فارس مع حقوق سك النقود وإرسال قوافل الحج السنوية إلى مكة المكرمة.

## بعد الحرب
الغالبية العظمى من الإيرانيين كانوا لا يزالون يرفضون النظام الأفغاني منذ اليوم الذي غزوهم به. عاشت الأسرة في ظل اضطراب كبير بسبب خلافات الخلافة الدامية والمواجهات الناتجة عن الثورات الداخلية التي جعلت قبضتهم على السلطة ضعيفة ومنهكة وضعفت قوة الحكومة المركزية في أصفهان. التي مهدت الطريق لصعود العبقرية العسكرية الإيرانية نادر شاه ( قاطع طريق ثم قائد عسكري من العشائر التكمانية) و الذي عمل على استمرار الحروب في وقت لاحق بين الدولة الأفشارية الفارسية و الدولة العثمانية، التي فاز الفرس بمعظمها تحت قيادته.